# Montrieux-en-Sologne
Montrieux-en-Sologne ist eine französische Gemeinde mit 636 Einwohnern (Stand: 1. Januar 2022) im Département Loir-et-Cher in der Region Centre-Val de Loire; sie gehört zum Arrondissement Romorantin-Lanthenay und zum Kanton Chambord.

## Geographie
Montrieux-en-Sologne liegt etwa 24 Kilometer östlich von Blois in der Sologne. Umgeben wird Montrieux-en-Sologne von den Nachbargemeinden Dhuizon im Norden und Nordwesten, Villeny im Norden und Nordosten, La Marolle-en-Sologne im Osten, Neung-sur-Beuvron im Südosten, Vernou-en-Sologne im Süden sowie Bauzy im Westen.

## Bevölkerungsentwicklung
| Jahr                       | 1962 | 1968 | 1975 | 1982 | 1990 | 1999 | 2006 | 2017 |
| Einwohner                  | 680  | 651  | 550  | 481  | 459  | 524  | 599  | 651  |
| Quellen: Cassini und INSEE |      |      |      |      |      |      |      |      |

## Sehenswürdigkeiten
- Kirche Saint-Gilles aus dem 14. Jahrhundert
- Schloss aus der ersten Hälfte des 15. Jahrhunderts